# Credner-Gletscher
Der Credner-Gletscher befindet sich am Kibo, dem höchsten Gipfel des Kilimandscharo in Ostafrika.

## Beschreibung

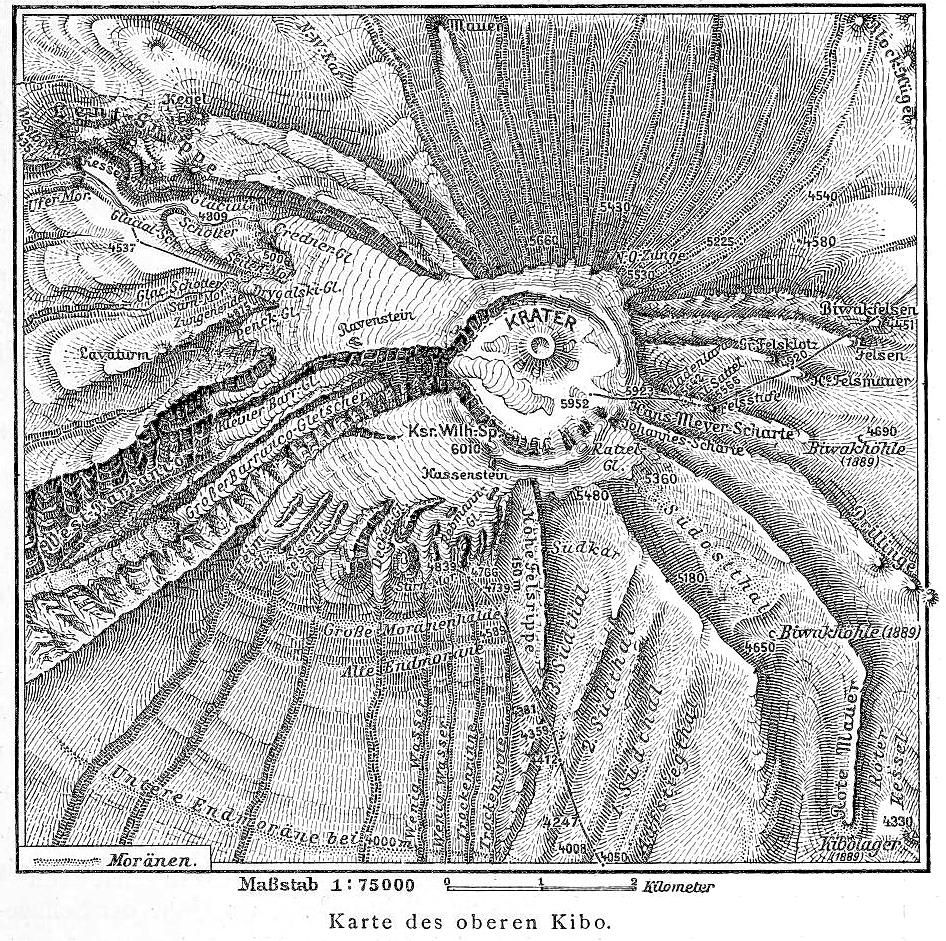
Karte des oberen Kibo (Meyer 1900)

Der Gletscher erstreckt sich am nordwestlichen Hang des Kibo im Höhenbereich zwischen 5600 und 5800 Metern. Wie die anderen Gletscher des Kibo hat er in den vergangenen Jahrzehnten einen großen Teil seiner Fläche eingebüßt. Seit 2012 ist er vom südlich gelegenen Drygalski-Gletscher getrennt, mit dem er bis dahin das Nördliche Eisfeld gebildet hatte. Seine Fläche betrug im Jahr 2017 23,2 ha.
Der Afrikaforscher Hans Meyer fand 1889 bei seiner Erstbesteigung des Kibo noch eine Eiskappe vor, die die Caldera des Kibo füllte und vom Kraterrand zahlreiche nach Süden und Westen herabfließende Gletscher besaß. Bei seinem zweiten Besuch des Kilimandscharos im Jahr 1898 war die Verbindung der Eismassen innerhalb und außerhalb der Caldera bereits unterbrochen. Meyer benannte den nördlichsten nach Westen abfließenden Gletscher nach dem Geologen Hermann Credner.
Die Gletscherzunge reichte damals bis in eine Höhe von unter 5000 m hinab. Auf zwei Detailkarten des Kibo in Meyers Buch Der Kilimanjaro ist der Credner-Gletscher erstmals unter diesem Namen verzeichnet. Er bildete zu dieser Zeit den nördlichsten von vier Gletschern am Nordwesthang des Kibo. Die anderen waren der Drygalski-Gletscher sowie der Große und der Kleine Penck-Gletscher. Sie alle zogen sich im 20. und 21. Jahrhundert dramatisch zurück. Der Große Penck-Gletscher verschwand bis 1992, und der Kleine verlor seine Verbindung zum Nördlichen Eisfeld und war bis 2017 in drei Teile zerfallen, die zusammen noch 2,4 ha groß waren. Der Credner-Gletscher büßte allein zwischen 2010 und 2017 ein Drittel seiner noch verbliebenen Fläche ein.
Am Rückzug des Eises wird sich voraussichtlich nichts ändern. So kann bis 2040 das meiste, wenn nicht sogar alles Eis am Kilimandscharo verschwunden sein. Spätestens im Jahr 2060 sollte der Berg eisfrei sein.